# Havsfruns tärna
Havsfruns tärna (klassifikation: SMB 23, TSB A 51) är en naturmytisk balladtyp som finns upptecknad i Sveriges Medeltida Ballader i 81 svenska varianter (varav fem är finlandssvenska) från 1810-talet och framåt. 19 av varianterna är försedda med melodier.

## Handling
En man frågar om han inte har haft någon syster. Han får till svar att havsfrun har tagit henne. Han rider till havsfrun, och prisar hennes skönhet. Hon svarar att hon har en tärna som är ännu vackrare. Mannen vill då gärna se tärnan. Tärnan beordras visa sig för mannen, men invänder att hon inte har sett solen på femton år. Hon kläds då upp i dyrbara och vackra kläder, och kommer till mannen. Han frågar efter hennes familj, och kan av hennes svar avgöra att hon är hans syster. Han rider iväg med henne. (I vissa varianter har han beordrats att komma tillbaka med tärnan inom viss tid, men de återkommer aldrig.) Havsfrun klagar över mannens falskhet, och säger att om hon känt till denna, så skulle mannen aldrig ha fått se tärnan; alternativt: så kulle havsfrun ha dödat honom.
Några varianter är litet kortare; och i ett par varianter är systern i ofrivillig tjänst hos en "hovfru" eller hos en drottning i ett främmande land i stället för hos havsfrun.

## Paralleller på andra språk
Balladtypen finns också på danska (Havfruens tærne, DgF 380) och norska.